# Vaszil Vasziljovics Durdinec
Vaszil Vasziljovics Durdinec (ukránul: Василь Васильович Дурдинець; Romocsfalva, 1937. szeptember 27. –) ukrán politikus, 1997. július 2–30. között Ukrajna ügyvezető miniszterelnöke, 2002 decembere és 2003 júliusa között budapesti ukrán nagykövet. 1997-től belügyi tábornoki rendfokozattal rendelkezik.
1937. szeptember 27-én született az akkor Csehszlovákiához tartozó Kárpátalja Munkácsi járásában fekvő Romocsfalván (Ромочевиця), paraszti családban. 1960-ban kapott jogi diplomát a lvivi Ivan Franko Egyetemen. Ezt követően Lvivben, Moszkvában, majd Kijevben dolgozott a Komszomol és az SZKP különféle szervezeteinél, illetve belügyi szerveknél. 1978-ban az Ukrán SZSZK belügyminiszter-helyettesévé, 1982-ben a köztársasági belügyminiszter első helyettesévé nevezték ki.
1990 márciusában parlamenti képviselővé választották, de 1990 januárjáig még belügyi tisztségét is megtartotta. 1992. január 29-én az ukrán Legfelsőbb Tanács elnökének első helyettesévé választotta a parlament. 1994-ben a Kirovohradi terület 229. sz. választókerületében ismét parlamenti képviselővé választották. 1995 júliusától a végrehajtó hatalomban dolgozott. Miniszterelnök-helyettesként nemzetbiztonsági és katasztrófa-elhárítási kérdésekkel foglalkozott. 1996. június 18-án első miniszterelnök-helyettessé nevezték ki. 1997. február 14-én az Ukrajna elnöke mellett működő, a korrupció és a szervezett bűnözés elleni harc koordinálásával foglalkozó bizottság vezetője lett.
Pavlo Lazarenko miniszterelnök lemondása után 1997. július 2-án Leonyid Kucsma elnök ügyvezető miniszterelnökké nevezte ki. Ezt a posztot július 30-ig töltötte be. Felmentése után a ténylegesen soha sem működött, csak papíron létezett Nemzeti Nyomozó Iroda vezetőjévé nevezték ki. 1999. március 22-től 2002. november 30-ig a rendkívüli helyzetek minisztere volt. 2002. december 2-án Ukrajna elnöke rendkívüli és meghatalmazott követté nevezte ki Magyarországra. Nagyköveti posztját 2003. július 15-ig töltötte be.

## Külső hivatkozások
- Vaszil Durdinec életrajza az ukrán kormányzati portálon
- Életrajza a Rendkívüli Helyzetek Minisztériuma honlapján